# L'Assomption (municipalità regionale)
L'Assomption è una municipalità regionale di contea del Canada, localizzata nella provincia del Québec, nella regione di Lanaudière.
Il suo capoluogo è L'Assomption.

## Suddivisioni
City e Town
- Charlemagne
- L'Assomption
- L'Épiphanie
- Repentigny

Parrocchie
- L'Épiphanie
- Saint-Sulpice